# Стрибки у воду на Європейських іграх 2023 — синхронна вишка, 10 метрів (чоловіки)
Змагання зі синхронних стрибків у воду з вишки серед чоловіків на Європейських іграх 2023 відбулись 25 червня.

## Результати[1]
| Місце | Країна          | Спортсмени                              | Бали  | Бали  | Бали  | Бали  | Бали  | Бали  | Бали    |
| Місце | Країна          | Спортсмени                              | T1    | T2    | T3    | T4    | T5    | T6    | Загалом |
| ----- | --------------- | --------------------------------------- | ----- | ----- | ----- | ----- | ----- | ----- | ------- |
| 1     | Україна         | Кірілл Болюх Олексій Середа             | 52.80 | 49.80 | 83.52 | 73.92 | 55.50 | 83.16 | 398.70  |
| 2     | Італія          | Рікардо Джованні Едуард Тімбретті Гугіу | 48.00 | 46.80 | 61.20 | 78.72 | 80.19 | 73.92 | 388.83  |
| 3     | Велика Британія | Бенджамін Кутмор Метью Діксон           | 49.80 | 48.00 | 77.76 | 70.38 | 72.36 | 54.39 | 372.69  |
| 4     | Німеччина       | Тімо Бартель Яден Айкерманн             | 50.40 | 47.40 | 67.20 | 65.34 | 58.14 | 68.16 | 356.64  |
| 5     | Польща          | Філіп Яхім Роберт Лукашевич             | 49.80 | 46.80 | 62.10 | 64.32 | 66.33 | 63.36 | 352.71  |
| 6     | Франція         | Ґері Гант Луї Шимчак                    | 49.80 | 48.60 | 48.60 | 55.44 | 67.20 | 46.20 | 315.84  |
| 7     | Вірменія        | Марат Грігорян Владімір Аратюнян        | 34.80 | 43.80 | 55.80 | 53.94 | 65.28 | 52.80 | 306.42  |